# 草坝镇 (万源市)
草坝镇，是中华人民共和国四川省达州市万源市下辖的一个乡镇级行政单位。2020年6月，撤销柳黄乡、新店乡，将原柳黄乡和原新店乡所属行政区域划归草坝镇管辖。

## 行政区划
草坝镇下辖以下地区：
草坝社区、光华村、杨家湾村、黑池坪村、莲花院村、南岭坪村、龙舟寺村和蒲家坪村。